# کوکرموث
latitudeکوکرموثlongitudeکوکرموث
کوکرموث (به انگلیسی: Cockermouth) یک منطقهٔ مسکونی در انگلستان است که در شمال غربی انگلستان واقع شده است.

## خصوصیات
کوکرموث ۷٬۸۷۷ نفر جمعیت دارد.